# Marc Birsens
Marc Birsens, né le 17 septembre 1966 à Luxembourg, est un footballeur international luxembourgeois, devenu entraîneur à l'issue de sa carrière, qui évoluait au poste de défenseur.

## Biographie

### Carrière de joueur
Avec le club de l'Union Luxembourg, Marc Birsens dispute 5 matchs en Ligue des champions, 4 matchs en Coupe des coupes, et 3 matchs en Coupe de l'UEFA,. Avec ce club, il gagne trois championnats et trois coupes.

### Carrière internationale
Marc Birsens compte 53 sélections et 1 but avec l'équipe du Luxembourg entre 1988 et 2000. 
Il est convoqué pour la première fois en équipe du Luxembourg par le sélectionneur national Paul Philipp, pour un match amical contre l'Italie le 27 avril 1988. Lors de ce match, Marc Birsens entre à la 66e minute de la rencontre, à la place de Théo Scholten. Le match se solde par une défaite 3-0 des Luxembourgeois. 
Le 9 juin 1999, il inscrit son seul but en sélection contre la Pologne, lors d'un match des éliminatoires de l'Euro 2000. Le match se solde par une défaite 3-2 des Luxembourgeois. Entre 1998 et 1999, il est le capitaine de la sélection nationale luxembourgeoise (8 fois).
Il reçoit sa dernière sélection le 23 février 2000 contre l'Irlande du Nord, lors d'un match amical. Le match se solde par une défaite 3-1 des Luxembourgeois.

## Palmarès

### En club
- Avec l'Union Luxembourg
  - Champion du Luxembourg en 1990, 1991 et 1992
  - Vainqueur de la Coupe du Luxembourg en 1989, 1991 et 1996

### Distinctions personnelles
- Joueur du Luxembourg de l'année en 1991